# Степне (Осакаровський район)
Степне́ (каз. Степное) — село у складі Осакаровського району Карагандинської області Казахстану. Входить до складу Трудового сільського округу.
Населення — 208 осіб (2021; 255 у 2009, 409 у 1999, 554 у 1989).
Національний склад станом на 1989 рік:
- росіяни — 36 %;
- німці — 33 %.